# Protobathra
Protobathra is een geslacht van vlinders van de familie dominomotten (Autostichidae), uit de onderfamilie Autostichinae.

## Soorten
- P. binotata Bradley, 1961
- P. coenotypa Meyrick, 1918
- P. erista Meyrick, 1916
- P. leucostola Meyrick, 1921